# Juan Martín Cermeño
Juan Martín Cermeño   (Ciudad Rodrigo, 1700 - Barcelona, 1773) fou un arquitecte i enginyer militar espanyol. Fou el pare de Pedro Martín Cermeño, també enginyer militar destinat a Catalunya.

## Biografia
Comandant del cos d'enginyers a Catalunya des de 1749, se li atribueix un Discurso sobre el proyecto de Montjuich de Barcelona y tanteo de su coste. Reformà i engrandí el Castell de Montjuïc de Barcelona i intervingué en el projecte de la capella de la Universitat de Cervera, ambdues el 1751. Projectà i dirigí des del 1752 la construcció del Castell de Sant Ferran de Figueres, i a Barcelona projectà el 1756 la construcció d'un nou baluard entre el portal de l'Àngel i els Tallers de Barcelona. La seva obra més important fou el projecte definitiu del barri barceloní de la Barceloneta del 1753, basat en l'anterior projecte de Joris Prosper Van Verboom i dirigida pel tinent coronel Francisco Paredes. Esdevingué comandant i inspector general del cos d'enginyers a Madrid el 1766, i el 1768 restaurà el pont del Diable de Martorell.

### Castell de Montjuïc
Cap a mitjan segle xviii l'enginyer militar va rebre l'encàrrec de redactar un projecte que permetés culminar la modernització del castell de Montjuïc de Barcelona, que feia més de cent anys que estava en construcció. Cermeño va presentar el seu projecte el 1751. Hi plantejava completar les defenses del recinte exterior aprofitant en bona part la feina feta fins al moment, amb un nou baluard a la banda de mar, el de Sant Carles, i finalitzava el fossat perimetral i el camí cobert exterior.
Al reducte interior va enderrocar el vell fortí i en el seu lloc va projectar un gran edifici quadrangular amb pati central, així com algunes naus soterrades. Aquests nous espais havien de servir tant per a l'allotjament de la tropa i dels oficials com per als serveis de la guarnició. Una altra novetat va ser la construcció, separant els dos recintes, d'una estructura defensiva, l'hornabec, formada per un fossat, amb el camí cobert i un revellí.
Els treballs de remodelació es van iniciar el març de 1753 i van acabar cap a mitjan 1779. Actualment, i després de molts anys de variades utilitats i vicissituds, el castell de Montjuïc és un equipament municipal destinat a activitats culturals, socials i de lleure.